# إريك جنسن (لاعب كرة قدم)
إريك جنسن (بالدنماركية: Erik Jensen)‏ هو لاعب كرة قدم دنماركي، ولد في 2 مارس 1932، وتوفي في 7 فبراير 1992. لعب مع آرهوس جمناستيك فورينينغ.